# J Dilla
James Dewitt Yancey (n. 7 februarie 1974 – d. 10 februarie 2006), mai bine cunoscut cu numele de scenă J Dilla, a fost un producător muzical și rapper care a devenit cunoscut în anii '90 pe scena underground a hip hopului din Detroit, Michigan. Conform necrologului de la NPR.org, „a fost unul din cei mai influenți artiști de hip hop din industria muzicii”, colaborând cu nume ca A Tribe Called Quest, De La Soul, Busta Rhymes, Erykah Badu, The Roots, The Pharcyde și Common. Yancey a decedat în 2006, suferind de purpură trombotică trombocitopenică.
În 2000 a primit două nominalizări la premiile Grammy ca producător, la categoriile cel mai bun câtec R&B și cea mai bună interpretare Rap. În februarie 2007 a primit două premii PLUG, la categoriile Artistul Anului și Producătorul Anului.

## Discografie
| - 2001: Welcome 2 Detroit - 2006: Donuts - 2002: Vol. 1: Unreleased - 2003: Vol. 2: Vintage - 2003: Ruff Draft - 2003: Champion Sound (cu Madlib ca Jaylib) - 2007: Jay Deelicious: The Delicious Vinyl Years - 2009: Dillanthology 1: Dilla's Productions for Various Artists - 2009: Dillanthology 2: Dilla's Remixes for Various Artists - 2009: Dillanthology 3: Dilla's Productions - 2013: Lost Tapes, Reels + More - 2014: Jay Dee a.k.a. J Dilla 'The King of Beats' (Box Set) - 2015: Dillatronic - 2016: Jay Dee a.k.a. J Dilla 'The King of Beats', Vol. 2: Lost Scrolls | - 2006: Donuts EP: J. Rocc's Picks (EP) - 2006: The Shining - 2007: Ruff Draft (Reissue) - 2007: Jay Love Japan - 2009: Jay Stay Paid - 2010: Donut Shop (EP) - 2012: Dillatroit (EP) - 2012: Rebirth of Detroit - 2013: The Lost Scrolls, Vol. 1 (EP) - 2013: Diamonds & Ice (EP) - 2014: Give Them What They Want (EP) - 2016: The Diary |

## Legături externe
- Yancey Media Group
- jdillafoundation.org
- j-dilla.com Arhivat în 25 august 2020, la Wayback Machine.
- Discografia lui J Dilla la Discogs